# 剃光头
光头是一种发型，这种发型会把头发全部剃光。在不同的时间和地点，人们选择剃光头的原因各异：方便、宗教、文化、美学等等。在不同的情形下，光头被赋予了不同的内涵。

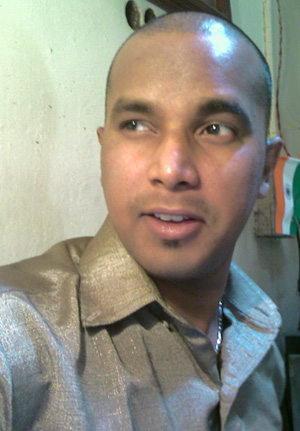
在头发长了几天后，这位来自印度的年轻人把头发剃光

## 早期历史
最早的历史记录显示，剃光头这一行为源于古代地中海文化， 如埃及、希腊和罗马。 古埃及的祭司阶级会仪式性地拔除所有的体毛，包括脱发、眉毛和胡子。

## 剃光头的原因

### 宗教
佛教徒裡光头的原因是出于遵守佛寺或者庵的佛教徒行为准则。按照佛教的说法，头发是人世烦恼和错误习气的一种象征，剃去头发就是剪去烦恼，消除旧的习气。

### 体育
部分职业游泳运动员经常会剃光所有的体毛包括头发来减轻在水中的阻力。

### 黑人
黑人由於头发是高度卷曲的，留长头髮後，毛发卷曲后的尖端会刺到或弄到头皮引起一定程度的不舒适感，因此在习惯上会选择舒适感较高的光头。

### 脫髮
許多脫髮的人，尤其是男性，會選擇將頭髮剃光以避免頭髮稀疏造成的尷尬。採取此行的著名人物包括徐峥、阿加西、布鲁斯·威利斯等。
部分癌症患者因做化療而掉髮，也會選擇剃光頭。

### 疾病治疗
因为脑部手术需剃光头。

### 现役军人
部分职业军人在作训期间和战时会被要求剃光头。原理是如果头部受伤流血，光头会助于发现伤口，包扎，和减少血痂凝在头发上的处理困难。